# اندرو لویس
اندرو لویس (Andrew Lewis) (زادهٔ ۹ اکتبر ۱۷۲۰- درگذشتهٔ ۲۶ سپتامبر ۱۷۸۱)، پیشگام، نقشه‌بردار، افسر نظامی و سیاستمدار آمریکایی متولد ایرلند در مستعمره ویرجینیا و در طول جنگ انقلابی آمریکا بود. او سرهنگ شبه نظامیان در طول جنگ فرانسویان و سرخپوستان، همین‌طور، سرتیپ در جنگ انقلابی آمریکا بود، معروف‌ترین پیروزی او نبرد پوینت پلیزنت در جنگ دانمور در سال ۱۷۷۴ بود، همچنین او نیروهای لرد دانمور را از نورفک و جزیره گوین در ۱۷۷۶ به بیرون فرستاد. او به تأسیس لیبرتی هال (بعدها دانشگاه واشینگتن و لی) در سال ۱۷۷۶ کمک کرد.

## اوایل زندگی و خانواده
لویس در شهرستان دونگال، ایرلند، در خانوادهٔ سرهنگ جان لویس (فوت شده در ۱۷۶۲) و همسرش مارگارت لین به‌دنیا آمد. جان لویس، در سال ۱۷۳۲، پس از کشتن صاحب‌خانه خود طی یک درگیری، به همراه پسرانش اندرو و توماس، به ویرجینیا فرار کردند. آن‌ها جزو اولین شهرک‌نشینان، در بخش وسیع شهرستان آگوستای غربی بودند؛ جان لویس قبل از مهاجرت زمین بزرگی دریافت کرده بود.
اندرو لویس، تحصیلات ابتدایی و مهارت‌های نقشه‌برداری آموخت. او حداقل پانزده سال را به کشاورزی و کار به عنوان نقشه‌بردار در جنوب غربی ویرجینیا پرداخت. در ۱۷۵۱ او و پدرش بخش زیادی از منطقه گرین بریر در شهرستان آگوستا (که خیلی سال بعد به شهرستان گرین بریر در ویرجینیای غربی تبدیل شد) را کاوش کردند. جان لویس نام رودخانهٔ گرین بریر را پس از گیرکردن به قسمتی از یک گیاه خاردار درنظر گرفت. اندرو لویس همچنین به عنوان ستوان بخش و بعدها به عنوان کاپیتان در میان شبه نظامیان شهرستان آگوستا، خدمت کرد.
در اوایل دهه ۱۷۴۰، اندرو لویس با الیزابت گیونز، دختر ساموئل و سارا (کتی) گیونز که قبل از آن ساکن شهرستان آنتریم ایرلند بودند، ازدواج کرد. آن‌ها خانه خود را به‌نام ریچفیلد، در محلی که بعدها به شهرستان روانوک در نزدیکی سالم تبدیل شد، بنا کردند. فرزندان آن‌ها شامل ساموئل (حدود ۱۷۴۸–۱۷۶۳)، جان (۱۷۵۰–۱۷۸۸)، توماس (۱۷۵۲–۱۸۰۰)، اندرو جونیور (۱۷۵۹–۱۸۴۴)، آنا (که با اندرو لمبرت ازدواج کرد (۱۷۶۸–۱۸۴۵)‏)، ویلیام (۱۷۶۴–۱۸۱۲) و چارلز (حدود ۱۷۶۸–۱۷۸۱) بودند. نوه دختری آن‌ها آگاتا استروتر (۱۸۵۲–۱۷۷۹) با الیجا مک کلاناهان ازدواج کرد.

## جنگ فرانسویان و سرخپوستان
مرز ویرجینیا به میدان نبرد در جنگ میان فرانسوی‌ها و هندیان تبدیل شد، همان‌طور که بیشترمرزهای مستعمرات شمالی‌تر پنسیلوانیا (که مانند ویرجینیا ادعای سرزمین‌های غرب کوه‌های آپالاچی را داشتند) و مریلند (که مرزهای آن به آپالاچینز ختم می‌شد) نیز میدان نبرد شد. ویرجینیا نیروهای استانی را سازمان داد تا از شهرک‌نشینانی که در معرض حملات، توسط هندی‌ها از تجاوز به قلمرو خود ناراحت بودند، دفاع کنند؛ لویس، کاپیتان هنگ جورج واشینگتن در ویرجینیا شد. پس از شکست در نبرد گریت میدوز در ۱۷۵۴، واشینگتن مجبور شد تسلیم فرانسوی‌ها شود. لویس در آن زمان در فورت نسیستی (در پنسیلوانیای امروزی) بود و او نیز از سراسر آپالاچیان به سمت شرق عقب‌نشینی کرد.
واشینگتن مجموعه‌ای از استحکامات مرزی را برای محافظت از شهرک‌نشینان، در شرق آپالاچیان پیشنهاد کرد. لویس در ابتدا، پایگاه فورت دینویدی را در رودخانه جکسون در شهرستان باث کنونی ساخت، اما در ۲۱ سپتامبر ۱۷۵۵ از مقام خود برکنار شد. مجمع ویرجینیا خیلی زود ارتقاء لویس به سرگردی را تصویب کرد و او را مأمور نظارت بر ناحیهٔ امتداد رودخانه گرین بریر کرد. در ۱۸ فوریه ۱۷۵۶، لویس اردوکشی بیگ سندی را از فورت فردریک با نیروهای ترکیبی از شبه نظامیان و چروکی‌ها به منظور حمله به شهرهای شاونی در امتداد رودخانه‌های بیگ سندی و اوهایو، رهبری کرد تا حملات شاونی را تلافی کنند. لویس چندین اردوکشی را علیه شهرک‌های هندیان و پایگاه‌های فرانسویان رهبری کرد. در سپتامبر ۱۷۵۸ در اردوکشی فوربس، لویس در جریان حمله سرگرد جیمز گرانت به فورت دوکسن، دستگیر شد. لویس به کبک برده شد و تا اواخر ۱۷۵۹، در آنجا زندانی بود.

## درمیان جنگ‌ها
بیانیه ۱۷۶۳، به‌طور رسمی، گسترش غربی ویرجینیا را در سراسر آپالاچیان ممنوع کرد. اما لویس سفرهای شکاری و اکتشافی خود را در منطقه-ای که بعدها ویرجینیای غربی نامیده شد، ادامه داد. وقتی آرامش نسبی برگشت، لویس وارد سیاست شد. سه سال بعد از ایجاد شهرستان بوتتورت از شهرستان آگوستا در ۱۷۶۹، رأی دهندگان شهرستان بوتتورت، لویس و جان بویر را به عنوان نمایندگان پاره‌وقت خود در مجلس بورجس انتخاب کردند و چندین بار دیگر قبل از ۱۷۸۰ آن‌ها را مجدد برگزیدند. هرچند که سفر طاقت فرسا به ویلیامزبورگ یا بعدها ریچموند و همچنین انقلاب آمریکا، مانع از حضور زیاد آن‌ها در سال‌های بعد شد.
در ۱۷۷۴، دانمور، فرماندار ویرجینیا، نیروهایش را به سمت فورت پیت و کشور اوهایو هدایت کرد که به جنگ دانمور معروف شد. لویس که در آن زمان به درجهٔ سرهنگی ارتقا یافته بود، گروه دوم نیروها را از مسیری جنوبی‌تر، هدایت کرد. کورنستاک، رئیس قبیله شاونی در حالی که لویس در گذرگاه رودخانه اوهایو در پوینت پلیزنت اردو زده بود، به نیروهای لویس حمله کرد. پیروزی لویس در نبرد پوینت پلیزنت در ۱۰ اکتبر ۱۷۷۴، شهرت نظامی او را تضمین کرد.
لویس یکی از متولیان بنیان‌گذاری لیبرتی هال، آکادمی آگوستای سابق به همراه برادرش توماس لویس، ساموئل مک داول، سامپسون ماتیوس، جورج موفت، ویلیام پرستون و جیمز وادل شد. در سال ۱۷۷۶ آکادمی، با شور و هیجان انقلابی، نام خود را به لکسینگتون ویرجینیا تغییر داد. لیبرتی هال در ۱۷۸۲ توسط اجتماع مشترک‌المنافع جدید ویرجینیا، دوباره به کالج واشینگتن تغییر نام داد. پس از جنگ داخلی آمریکا، این دانشگاه به دانشگاه واشینگتن و لی تبدیل شد و اکنون نهمین مؤسسه قدیمی آموزش عالی این کشور است.

## انقلاب آمریکا
زمانی که انقلاب آمریکا آغاز شد، فرماندار دونمور، قانون‌گذاران ویرجینیا را معلق کرد. ویگ‌ها (پروتستان‌های اسکاتلندی که خیلی زود به شورشیان آمریکایی تبدیل شدند) قوه مقننه موقت ویرجینیا را تشکیل دادند که شامل اندرو لویس (از شهرستان بوتتورت) و برادرش توماس (از شهرستان آگوستا) به عنوان نماینده بود. هنگامی که کنگره قاره‌ای، ارتش قاره‌ای را در ۱۷۷۵ تشکیل داد و جورج واشینگتن را فرماندهٔ آن ساخت، او درخواست کرد که لویس سرتیپ شود. در ابتدا کنگره قاره‌ای تصمیم گرفت تا تنها یک نفر از هر استان فرمانده باشد و چارلز لی که با تجربه‌تر بود به عنوان تنها فرمانده کل ویرجینیا منصوب شد.
در مارس ۱۷۷۶، لویس سرتیپ شد و بر دفاع از ویرجینیا نظارت می‌کرد و مردانی را برای ارتش قاره‌ای تربیت می‌کرد. کمیته امنیتی ویرجینیا، از لویس درخواست کرد تا حملات فرماندار دانمور را در امتداد ساحل، از آخرین سنگر خود که یک مؤقعیت مستحکم در جزیره گوین در خلیج چساپیک بود، متوقف کند. در ۹ ژوئیه ۱۷۷۶، لویس نیروهای ویرجینیا را، در حالی که لرد دانمور از راه دریا فرار کرد و به سمت دریای کارائیب رفت و دیگر بازنگشت، رهبری نمود و جزیره را تصرف کرد؛ بنابراین، لویس از نورفولک و منطقه همپتون رودز محافظت کرد.
در ۱۵ آوریل ۱۷۷۷، لویس به دلیل وضعیت بد سلامتی‌اش، از مأموریت استعفا داد. او همچنین با نارضایتی افراد خود و همچنین کل ارتش روبرو شد. ستوان توماس تاونز، حاضر در جزیره گوین، نوشت: «لویس پس از شکست دشمن (لرد دانمور) ثابت کرد، خائن است و باعث شد آن‌ها فرار کنند». علاوه بر این، زمانی که در اوایل ۱۷۷۷ ترفیع درجات برای سرلشکر اعلام شد، لویس کنار گذاشته شد. جورج واشینگتن که به هر افسر توانایی نیاز داشت، ناامیدی خود را به لویس اعلام کرد و او در ۱۷ مارس ۱۷۷۷ در پاسخ گفت: «در آخرین بار، به جناب‌عالی عدم امکان باقی‌ماندن من، در این وضعیت نامطلوب، در ارتش را اعلام کردم. جانشین شدن من، به عنوان استیضاح ضمنی شخصیت من تلقی می‌شود؛ بنابراین من از دادگاه، پژوهش در مورد رفتار خودم را درخواست کردم. من باور دارم، اکنون زمان آن است که بتوانم این بخش را بدون هیچ‌گونه آسیبی به منافع عمومی، ترک کنم. در این صورت، منتظر جناب‌عالی خواهم ماند و شک ندارم که درخواستم قبول می‌شود و می‌توانم خود را از هر اتهامی که کینه‌توزی یا حسادت می‌تواند به من وارد کند، تبرئه کنم».

## سال‌های بعد و وفات
رأی دهندگان شهرستان بوتتورت به حمایت از لویس ادامه دادند و در ۱۷۸۰ به دنبال تشکیل اتحادیه مشترک‌المنافع، او را برای مجلس نمایندگان ویرجینیا انتخاب کردند، هرچند که خدمات او کوتاه بود، زیرا در اواخر همان سال، فرماندار توماس جفرسون، او را برای شورای اجرایی منصوب کرد. سال بعد، لویس زمانی که از جلسه شورا به خانه برمی‌گشت، بیمار شد؛ در ۲۶ سپتامبر در شهرستان بدفورد در نزدیکی لینچبورگ بر اثر تب، درگذشت. بقایای او برای دفن در قطعه خانوادگی در خانه‌اش، بازگردانده شد. اما محل قبرش مشخص نشد. سرهنگ الیجا مک کلاناهان که با نوه لویس، آگاتا لویس مک کلاناهان ازدواج کرده بود و در جوانی در مراسم تشییع جنازه او شرکت کرد بود، بعدها قبر او را به منشی دادگاه شهرستان روانوک نشان داد. در ۱۸۸۷ بقایای جسد ژنرال لویس، مجدد در قبرستان هیل شرقی در سالم، ویرجینیا دفن شد.